# Síndrome de la mort sobtada del lactant
La síndrome de la mort sobtada del lactant (per extensió síndrome de la mort sobtada de l'infant, SIDS en anglès) és la mort sobtada d'un lactant (habitualment un infant de menys d'un any d'edat) que no estava prevista per un historial mèdic i que roman inexplicada després d'una autòpsia forense i la investigació detallada de l'escena de la mort. Els infants estan en risc més alts de SIDS quan dormen. La causa de la SIDS és desconeguda però s'han identificat algunes característiques que hi estan associades. L'únic senyal característic de la SIDS és la distribució log-normal de l'edat després del naixement. Una altra característica és que afecta proporcionalment més als mascles. Un altre factor proposat de risc és l'exposició al fum del tabac i la genètica. Per prevenir la SIDS es recomanen estratègies com la de tenir l'habitació ben ventilada i que els infants dormin en posició decúbit supí. També usar el xumet es creu que redueix el risc. Per la dificultat d'establir un diagnòstic adequat, els qui tenen cura de les víctimes de SIDS de vegades són acusats falsament d'haver comès infanticidi o d'haver abusat dels infants. Les sufocacions de vegades es diagnostiquen equivocadament com a SIDS i vice versa.

## Definició
Típicament es troba l'infant mort després d'haver-lo posat a dormir i no mostra signes d'haver sofert.
La SIDS és un diagnòstic d'exclusió. S'hauria d'aplicar només a aquells casos en els quals la mort de l'infant va ser sobtada i inesperada, i que roman inexplicada després de la investigació adequada postmortem incloent:
1. una autòpsia (per un patòleg pediàtric experimentat, si és possible;
2. investigació de l'escena de la mort i les seves circumstàncies;
3. exploració de la història mèdica de l'infant i de la família.

## Causes
No se sap la causa concreta. S'han defensat moltes teories i actualment molts metges i investigadors creuen que la síndrome no és un fenomen únic, sinó que és causat per diversos factors que quan es donen alhora provoquen la mort del bebè. Alguns dels factors són els problemes amb l'estimulació del son i la incapacitat de percebre una acumulació de diòxid de carboni a la sang, possiblement per subtils alteracions de determinats nuclis del tronc encefàlic. Gairebé tots els casos es presenten de manera inadvertida i asimptomàtica mentre es pensa que el nadó està adormit. La síndrome de la mort sobtada del lactant té més probabilitats de produir-se entre els dos i quatre mesos d'edat i el 90% es presenta cap als sis mesos. És més freqüent durant l'hivern, amb un pic màxim al gener.

## Factors de risc
La causa de la SIDS és desconeguda però s'han identificat factors de risc. La freqüència de la SIDS no sembla afectada per l'edat de l'infant o l'etnicitat, l'educació o l'estatus socioeconòmic dels pares de l'infant.
Es llisten a sota diversos factors de risc associats amb l'augment de la probabilitat de la síndrome.

### Prenatal
- Edat materna; les taxes de SIDS disminueixen quan puja l'edat de la mare, essent les mares adolescents les de major risc.[13]
- Cures prenatals retardades o inadequades[13]
- Exposició a la nicotina en mares fumadores durant l'embaràs.[13][14]

### Postnatal
- Baix pes en néixer.[15][16]
- Exposició al fum del tabac;[17]
- Posició de dormir sobre la panxa;[18][19]
- No alimentar amb llet materna;[20]
- Temperatura de l'habitació massa alta o massa baixa;[21]
- L'excés de roba de llit, roba, superfícies toves o animals de peluix;[22]
- Anèmia.[23] (note, however, that per item 6 in the list of epidemiologic characteristics below, extent of anemia cannot be evaluated at autopsy because "total hemoglobina can only be measured in living infants."[24])
- Compartir el llit amb els pares o altres germans.[25]
- Edat de l'infant; la incidència de la SIDS és de zero al naixement, és la més alta dels 2 a 4 mesos d'edat i davalla cap a zero quan l'infant ja ha complert un any.[26]
- Sexe masculí (50% més de risc).[27]
- Naixement prematur — incrementa el risc unes 4 vegades.[13][15]
- Floridures — que poden causar el sagnat dels pulmons i altres problemes.[28]

## Diagnòstic
Mentre que la majoria de malalties es diagnostiquen per la presència de símptomes específics, la síndrome de mort sobtada del lactant es diagnostica després, un cop descartades altres causes possibles de mort. Revisar la història mèdica de l'infant i l'ambient en què viu ajuda a distingir altres morts degudes a accidents, maltractaments i afeccions no diagnosticades (trastorns cardíacs o del metabolisme), d'un cas de mort per la síndrome. Els resultats de l'autòpsia poden ser útils per ajudar a investigar la causa de la síndrome. Les lleis poden exigir una autòpsia en cas d'una mort inexplicable.

## Prevenció
La notable quantitat de proves que indiquen que dormir de bocaterrosa pot contribuir a la síndrome de mort sobtada del lactant va fer que, el 1992, l'Acadèmia Americana de Pediatria recomanés que tots els lactants sans menors d'un any dormin de panxa enlaire. Des de llavors, la taxa de mort ha disminuït més d'un 50% encara que continua sent la causa principal de mort en els lactants més petits. Per això, és important recordar als pares aquesta recomanació. A molts pares els preocupa que en ajeure els seus nadons de panxa enlaire es puguin ofegar amb la pròpia saliva o vòmits, però no hi ha un increment en el risc d'ofec en nens sans que dormen de panxa enlaire. Per als que pateixen la malaltia del reflux gastroesofàgic o malformacions de les vies respiratòries superiors, dormir de bocaterrosa pot ser una opció millor. Cal consultar-ho amb el pediatre o la pediatra.
És possible que les criatures entre els quatre i set mesos que ja es poden girar sols i canviar de postura mentre dormen,, prefereixin no estar de panxa enlaire tota la nit. A partir d'aquest moment, es pot deixar que escullin la posició per dormir que prefereixin.

## Epidemiologia
La SIDS va ser la responsable de 0,543 morts per 1.000 nascuts vius als Estats Units el 2005. Als Estats Units ha davallat des de 4.895 morts el 1992 a 2.247 el 2004.